# Maxim Alexejewitsch Rudakow
Maxim Alexejewitsch Rudakow (russisch Максим Алексеевич Рудаков; * 22. Januar 1996 in Sankt Petersburg) ist ein russischer Fußballtorwart.

## Karriere

### Verein
Rudakow begann seine Karriere bei Zenit St. Petersburg. Im Juli 2013 stand er gegen den FK Kuban Krasnodar erstmals im Kader der Profis von Zenit, für die er jedoch nie zum Einsatz kommen sollte. Im August 2016 wurde er an den Drittligisten Senit Pensa verliehen. In Pensa kam er bis zum Ende der halbjährigen Leihe zu neun Einsätzen in der Perwenstwo PFL.
Nach dem Ende der Leihe kehrte Rudakow im Januar 2017 wieder nach Sankt Petersburg zurück. Dort debütierte er im März 2017 gegen Wolgar Astrachan für die Zweitmannschaft von Zenit in der zweitklassigen Perwenstwo FNL. Für diese kam er bis zum Ende der Saison 2016/17 zu drei Zweitligaeinsätzen. In der Hinrunde der Saison 2017/18 absolvierte er ein Spiel für Zenit-2. Im Januar 2018 wurde Rudakow für nach Finnland an den HJK Helsinki verliehen. In der Saison 2018 kam er 27 Einsätzen in der Veikkausliiga und wurde mit dem Hauptstadtklub finnischer Meister. Im November 2018 wurde die Leihe bis zum Ende der Saison 2019 verlängert. In der Saison 2019 absolvierte er 26 Spiele in der höchsten finnischen Spielklasse.
Nach dem Ende der Leihe kehrte er nicht mehr zu Zenit zurück, sondern wechselte im Februar 2020 zu Zenits Ligakonkurrenten FK Rostow. In Rostow kam er bis zum Ende der Saison 2019/20 als zweiter Tormann hinter Sergei Pessjakow allerdings nicht zum Einsatz. Im Mai 2021 gab er gegen den FK Krasnodar sein Debüt in der Premjer-Liga. Dies war zugleich in der Saison 2020/21 sein einziger Einsatz. Zur Saison 2021/22 wurde Rudakow an den Zweitligisten Rotor Wolgograd verliehen. Da er aber bei Rotor nur dritter Tormann war und nach fünf Spieltagen noch kein Spiel absolviert hatte, wurde sein Leihvertrag im August 2021 wieder aufgelöst und er kehrte nach Rostow zurück. Dort blieb er bis zur Winterpause ebenfalls ohne Einsatz. Im Januar 2022 wurde er nach Finnland an den FC Honka Espoo verliehen. Während der Leihe kam er zu 26 Einsätzen in der Veikkausliiga. Im November 2022 wurde weiter verlängert. In der Saison 2023 absolvierte er dann 25 weitere Spiele für Honka im finnischen Oberhaus.
Im Februar 2024 verließ Rudakow Rostow dann endgültig und wechselte zum FK Sotschi.

### Nationalmannschaft
Rudakow durchlief von der U-15 bis zur U-19 sämtliche russischen Jugendnationalteams. Mit dem U-19-Team nahm er 2015 an der EM teil, bei der die Russen erst im Finale Spanien unterlagen. Rudakow kam während des Turniers jedoch als Ersatztorwart hinter Kapitän Anton Mitrjuschkin nie zum Einsatz. Im November 2016 absolvierte er gegen die Schweiz sein erstes und einziges Spiel für die U-21-Mannschaft.